# سلیمان داراب
سلیمان داراب از جمله آبادی‌های اطراف رشت، ایران متعلق به شاهزاده منصور الملک صفوی بود، ولی امروزه جزو محدوده شهر رشت است و تعدادی از ادارات دولتی بدانجا منتقل شده‌است. این آبادی از جمله هدایای ناصری به منصور الملک (عباسعلی کیوان قزوینی) در زمان عقد گلابتون بانو بوده‌است.
گورستان سلیمان داراب از موقوفات منصور الملک بود که مدفن میرزا کوچک خان جنگلی و عده‌ای از یاران او و نیز جمعی از معاریف رشت از جمله خود منصور الملک است. آسایشگاه معلولین رشت و دبستان سلیمان داراب در این محل واقع شده است.

## مشاهیر
برخی از مشاهیر مدفون در گورستان سلیمان داراب عبارت‌اند از:
- میرزا کوچک خان جنگلی
- شعبان‌خان جنگلی
- میرزا حسین کسمایی
- ابراهیم فخرایی
- شیون فومنی
- جهانگیر سرتیپ پور
- ولی‌الله اردشیری
- محمود بهزاد
- نصرت رحمانی